# Japalura batangensis
Espèce
Japalura batangensis est une espèce de sauriens de la famille des Agamidae.

## Répartition
Cette espèce est endémique du Sichuan en Chine.

## Étymologie
Son nom d'espèce, composé de batang et du suffixe latin -ensis, « qui vit dans, qui habite », lui a été donné en référence au lieu de sa découverte, le xian de Batang.

## Publication originale
- Li, Deng, Wu & Wang, 2001 : A New Species of Japalura From Sichuan (Agamidae Gray. Japalura). Journal of China West Normal University (Natural Science), vol. 22, no 4, p. 329–331.